# Joseph Boxhall
Joseph Groves Boxhall (Kingston upon Hull, 23 de março de 1884 – Christchurch, 25 de abril de 1967) foi um marinheiro britânico mais famoso por ter servido como o quarto oficial do RMS Titanic em 1912. Nascido em uma família de marinheiros, ingressou na marinha mercante logo aos 15 anos de idade e, após quatro anos de treinamento, conseguiu seu certificado de oficial em 1903, começando a trabalhar na mesma companhia que seu pai. Boxhall entrou em 1907 na White Star Line e serviu em diversos navios antes de ser transferido para o Titanic em março de 1912 para sua viagem inaugural.
Ele participou dos testes marítimos do navio em Belfast junto com os outros oficiais, em seguida indo para Southampton para a partida. Durante a viagem Boxhall ficou encarregado de tarefas relacionadas à navegação, como manter relatórios sobre a posição da embarcação. Ele estava perto da ponte na noite do dia 14 de abril quando o Titanic bateu em um iceberg. Durante o naufrágio Boxhall recebeu a tarefa de atirar fogos de artifício para tentar sinalizar a posição do navio, sendo no último momento colocado como o responsável do bote salva vidas nº 2. Ele foi resgatado na manhã do dia 15 de abril pelo RMS Carpathia.
Boxhall testemunhou nos inquéritos britânico e americano sobre o naufrágio, posteriormente continuando a trabalhar para a White Star Line. Ele comandou um navio durante a Primeira Guerra Mundial e depois tornou-se um oficial "sênior". Ele continuou trabalhando em navios de passageiro até se aposentar em 1940. Boxhall sempre foi relutante em falar sobre o Titanic, porém ao final de sua vida entrou em contato com historiadores e ajudou na produção do filme A Night to Remember como consultor. Ele morreu em 1967 aos 83 anos, tendo suas cinzas espalhadas sobre o local do naufrágio conforme sua vontade.

## Início de vida

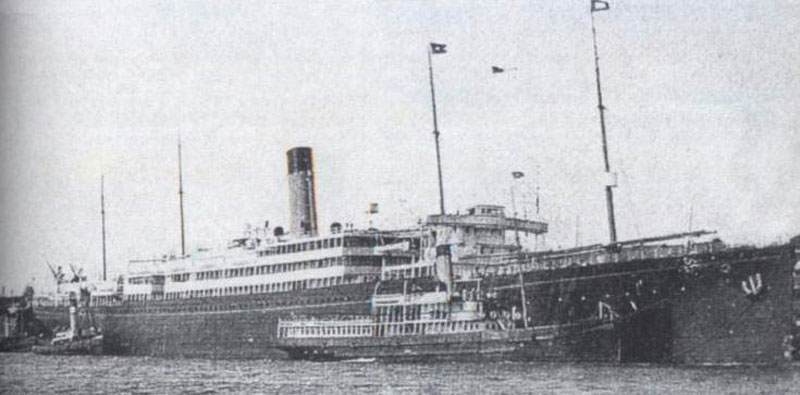
O Arabic, um dos navios em que Boxhall serviu

Joseph Groves Boxhall nasceu em 23 de março de 1884 na cidade de Kingston upon Hull, East Riding of Yorkshire, Inglaterra, filho de Joseph e Miriam Boxhall. Ele tinha três irmãs (uma morreu ainda na infância) e cresceu em uma família com histórico naval. Seu avô tinha sido um marinheiro, seu tio era um mestre de boias e seu pai era um capitão muito respeitado. Boxhall subiu em um barco pela primeira vez em 2 de junho de 1899 para começar seu período de treinamento como marinheiro. Durante esse tempo ele viajou ao redor do mundo, passando pela Rússia, Austrália e as Américas. Ele conseguiu seu certificado de oficial em 1903 e logo em seguida se juntou à empresa que seu pai trabalhava, a Wilson Line de Hull. Boxhall depois entrou na White Star Line em 1907.
Para a White Star Line ele trabalhou inicialmente como sexto oficial a bordo do RMS Oceanic na rota transatlântica, onde conheceu Charles Lightoller. Em seguida Boxhall passou a servir em viagens para a Austrália. Ele voltou para o Atlântico um tempo depois a bordo do SS Arabic antes de ser designado em 1912 para trabalhar como quarto oficial na viagem inaugural do RMS Titanic.

## Titanic

### Viagem

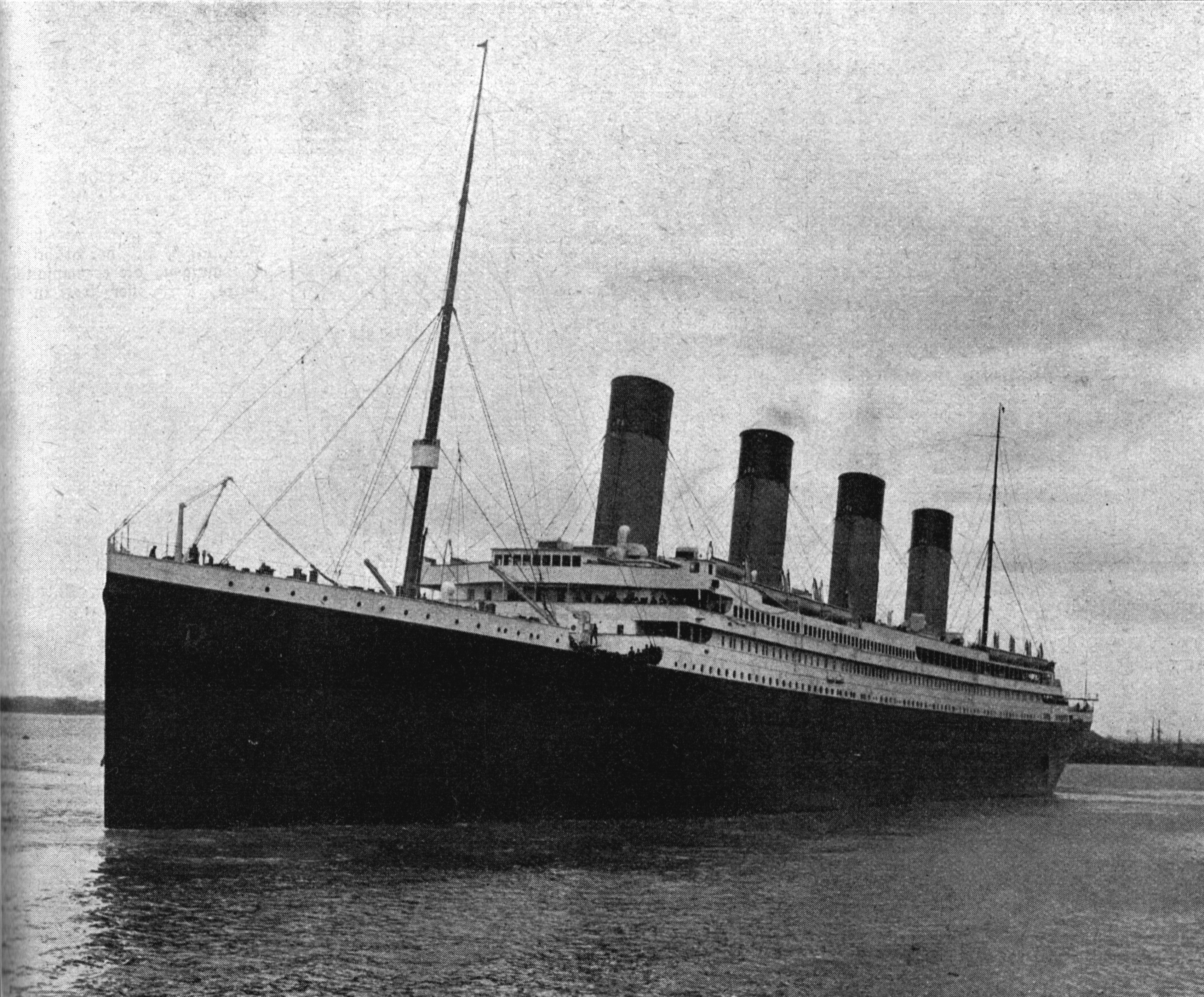
O Titanic deixando o porto

Boxhall se juntou à tripulação do Titanic em Belfast no dia 27 de março de 1912 junto com os outros três oficiais "júniors" (terceiro oficial Herbert Pitman, quinto oficial Harold Lowe e sexto oficial James Moody), participando dos testes marítimos em 2 de abril antes de ir para Southampton. Ele estava na ponte de comando junto com Lowe, o capitão Edward Smith e o timoneiro George Bowyer quando o navio deixou o porto em 10 de abril. Boxhall ficou responsável por transmitir as ordens da ponte para a sala de máquinas.
Ele era reconhecido por suas capacidades como navegador e foi encarregado por Smith de calcular a rota e a posição do navio, bem como de constantemente atualizar os mapas e cuidar dos relógios. Boxhall, assim como os outros oficiais "júniors", trabalhava em duplas em períodos de quatro horas alternadas por quatro horas de descanso, com ele normalmente sendo designado com Moody. Ele tinha sua própria cabine no alojamento dos oficiais atrás da ponte de comando, contendo uma beliche e um pequeno escritório.
Boxhall recebeu mensagens durante a manhã do dia 14 de abril avisando sobre gelo no caminho, atualizando as coordenadas mencionadas nas cartas marítimas do Titanic.

### Naufrágio
Boxhall ficou em serviço na ponte até às 22h na noite do dia 14 junto com Moody e o primeiro oficial William Murdoch, indo em seguida para seus aposentos. Ele estava acordado bebendo chá às 23h40min quando ouviu três batidas do sino de alerta do cesto de gávia, alertando sobre obstáculo adiante. Boxhall correu para a ponte e chegou logo depois do impacto com o iceberg. Smith chegou em seguida e foi informado por Murdoch sobre a situação. Os três oficiais foram para a passarela de estibordo procurando pelo gelo.
Boxhall deixou a ponte enquanto Murdoch e Smith ainda discutiam e por conta própria foi avaliar os danos. O oficial desceu para os conveses inferiores até as instalações da terceira classe. Sua rápida inspeção não revelou nenhuma avaria nem barulho suspeito. Enquanto voltava para a ponte um passageiro da terceira classe lhe entregou um pedaço de gelo que havia caído no convés. Ele retornou depois de quinze minutos e informou o capitão. Smith não ficou satisfeito e pediu para Boxhall chamar o carpinteiro Hutchinson e realizar outra inspeção. Os dois homens mais o carteiro chefe desceram novamente aos conveses inferiores e descobriram que os compartimentos frontais estavam inundados. Os três então desceram mais ainda para inspecionar a sala dos correiros e encontraram vários trabalhadores tentando salvar as malas de cartas da inundação.
O oficial então foi chamar Lightoller e Pitman, que estavam em suas respectivas cabines. Ele calculou a posição do navio às 0h10min para que ela fosse enviada pelos operadores de rádio Jack Phillips e Harold Bride nos pedidos de socorro; a posição que os dois estavam enviando até então era aquela de quatro horas antes. Pouco depois Boxhall avistou luzes de um navio no horizonte, trabalhando junto com o quartel-metre George Rowe para tentar contatar a embarcação através de fogos de artifício e lâmpadas morse, sem sucesso. Ele posteriormente afirmou que o outro navio ficou até oito quilômetros de distância do Titanic, o suficiente para que pudessem ver suas janelas a olho nu, mas que ele aos poucos foi se afastado até desaparecer. Durante a evacuação dos passageiros o oficial ficou encarregado de disparar fogos de artifício sinalizadores; enquanto Boxhall afirma ter disparado  por volta de seis a doze fogos de seu lado do navio, não se sabe o número exato.
Boxhall foi finalmente colocado no comando do bote salva vidas nº 2 depois de todos os fogos de artifício serem disparados. O barco deixou o Titanic às 1h45min com apenas dezoito pessoas a bordo de uma capacidade total de quarenta: quatro eram tripulantes, oito eram passageiros de primeira classe e seis de terceira classe. De acordo com testemunhas o bote não tinha nenhum homem com exceção dos tripulantes. Boxhall foi o terceiro e último oficial a embarcar num bote, depois de Pitman e Lowe.
Após o navio afundar, ele sugeriu voltar para a zona do naufrágio a fim tentar salvar algumas pessoas, porém as mulheres a bordo se recusaram. Além da relutância dos passageiros, o próprio Boxhall considerava a manobra perigosa já que as pessoas no mar poderiam emborcar o bote. Dessa forma eles decidiram não voltar ao local do desastre. O oficial acendeu sinalizadores durante a madrugada para tentar encontrar outros botes, porém em vão. Pouco antes do amanhecer ele avistou o RMS Carpathia, com seu barco sendo o primeiro a ser resgatado às 4h10min do dia 15 de abril. Foi Boxhall quem informou o capitão Arthur Rostron do Carpathia sobre o naufrágio do Titanic.

## Vida posterior

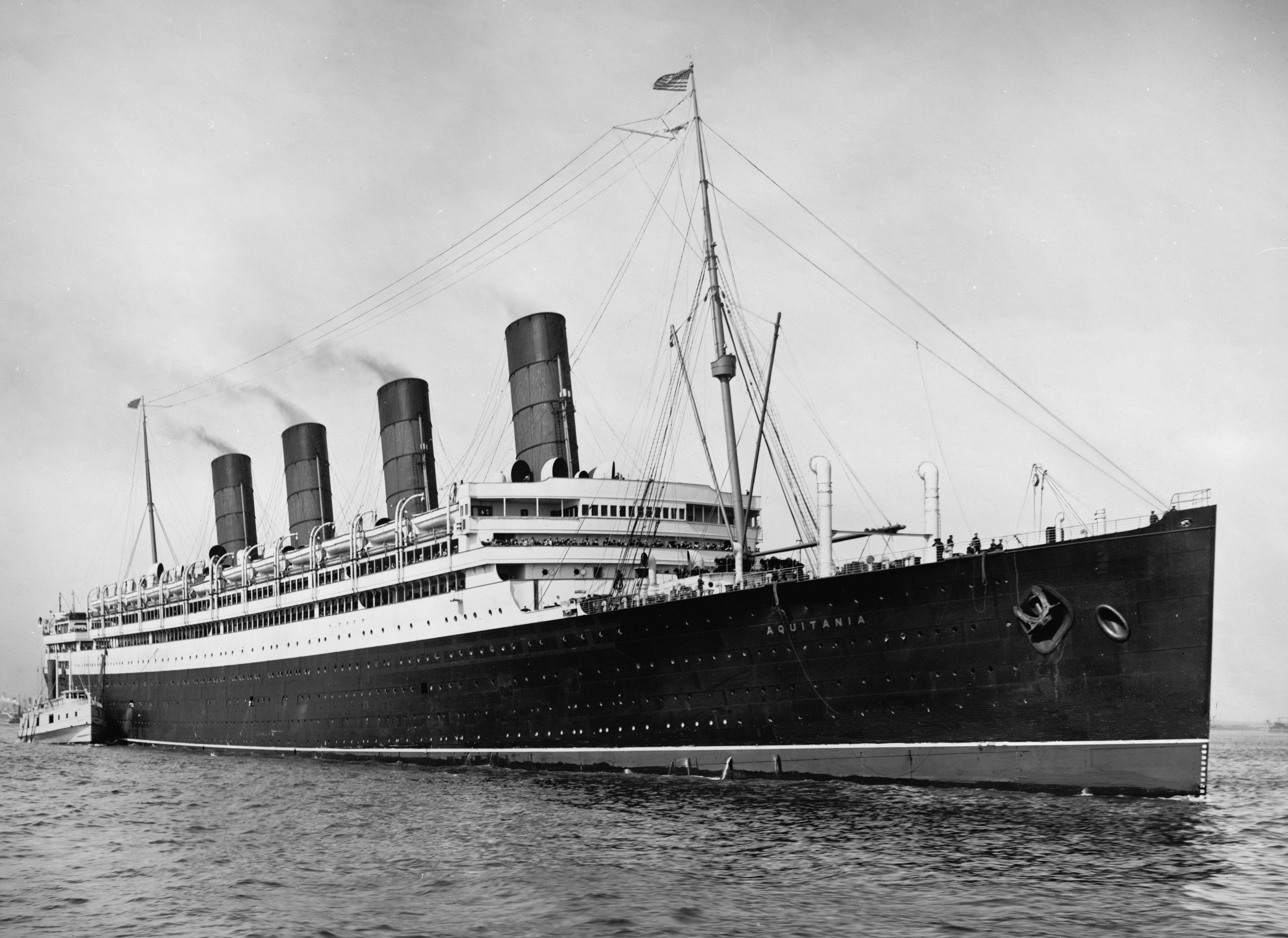
O Aquitania, navio em que Boxhall serviu na década de 1930

Boxhall foi chamado para depor nas comissões de inquérito americana e britânica sobre o naufrágio, sendo o primeiro a falar sobre o misterioso navio que havia sido avistado no horizonte. Ele acabou voltando a trabalhar normalmente em junho de 1912 a bordo do RMS Adriatic, novamente como quarto oficial, ao mesmo tempo sendo promovido a tenente de reserva. Ele foi promovido a tenente em 1915. Boxhall serviu no HMS Commonwealth e comandou um barco torpedeiro durante a Primeira Guerra Mundial. Casou em 25 de março de 1919 com Marjory Beddells, porém nunca tiveram filhos.
Ele voltou para a marinha mercante depois da guerra e continuou a servir na White Star Line, trabalhando em algumas ocasiões em outras empresas pertencentes a International Mercantile Marine Co.. A White Star foi incorporada em 1934 por sua rival a Cunard Line, com Boxhall servindo como primeiro e segundo oficial em vários navios prestígiados como o RMS Berengaria e o RMS Aquitania até se aposentar em 1940. Ele nunca conseguiu seu próprio navio para comandar em toda sua carreira. Entretanto, era aceito na companhia de comandantes de renome e se tornou amigo do capitão Grattige (que comandou o RMS Queen Mary e o RMS Queen Elizabeth).
Boxhall sempre teve um pouco de relutância em falar sobre o Titanic, porém mesmo assim foi em 1958 consultor histórico do filme A Night to Remember sobre o naufrágio. Ele assistiu a uma exibição especial do filme em 3 de julho junto com Pitman, o outro oficial ainda vivo. Boxhall também concordou em se encontrar com historiadores no final da sua vida e em gravar em 1962, quinquagésimo aniversário do naufrágio, uma entrevista especial para a BBC sobre suas memórias do incidente. Ele também manteve contato com Pitman durante toda sua vida até a morte do segundo em dezembro de 1961.
Boxhall morreu em 25 de abril de 1967 na cidade de Christchurch aos 83 anos, sendo o último do oficais do Titanic a morrer. De acordo com sua vontade e testamento, ele foi cremado e suas cinzas foram espalhadas no local do naufrágio. Como os destroços do navio só foram descobertos em 1985, suas cinzas foram jogadas nas coordenadas que ele havia calculado em 1912: 41°46N 50°14O – 21 km de distância de onde o Titanic realmente está localizado: 41°43N 49°56O.